# Salmon Bay (Rottnest Island)
Die Salmon Bay (deutsch: Bucht der Lachse) ist eine Bucht auf Rottnest Island im australischen Bundesstaat Western Australia.

## Geografie
Die Salmon Bay ist die größte Bucht auf Rottnest Island. Sie ist 2,7 Kilometer breit und öffnet sich nach Süden. Östlich der Bucht liegt Little Salmon Bay und westlich die Bucht Mary Cove. In der Bucht liegt die kleinere Bucht Nancy Cove, vor der Green Island liegt. Diese Insel liegt 50 Meter von der Küste entfernt.
Die Küste der Bucht ist hauptsächlich von Sandstrand bedeckt. Sie ist ein beliebter Schnorchelort.